# C&C
A Casa e Construção, ou C&C, é a maior empresa do Brasil do setor varejista de produtos para construção, reforma e decoração. A empresa fazia parte do Grupo Alfa e englobou antigas empresas do setor, tais como Madeirense, Conibra, Uemura Home Center e Castorama. Atualmente pertence ao Arcos Gestão e Investimento.
A C&C possui 45 lojas distribuídas nos estados de São Paulo, Rio de Janeiro e Espírito Santo, e 4 centros de distribuição, sendo dois em São Paulo, um no Espírito Santo e um no Rio de Janeiro.

## Historia
A C&C Casa e Construção foi fundada em 2000, através da fusão da Conibra e Madeirense, empresas varejistas do setor de construção. A C&C comprou a rede varejista Uemura Home Center em 2001, e em 2003 adquiriu a operação no Brasil da Castorama, rede varejista multinacional do setor de construção.
Segundo a Revista Isto É Dinheiro, a C&C Casa e Construção é líder brasileira no setor varejista de produtos para construção, reforma e decoração. A C&C foi a primeira empresa do setor varejista de casa e construção a fazer vendas de seus produtos online em 2001. Em 2005, a C&C iniciou a venda de produtos eletroeletrônicos nas lojas físicas e no portal online. A empresa possui mais de 45 mil produtos para construir, reformar e decorar.
Em 2013, a C&C foi a vencedora da edição do Prêmio DCI (Diário Comércio Indústria e Serviços) como empresas mais admiradas, na categoria material de construção.
Em 2023, a C&C foi vendida pelo fundo Prisma Capital, através da Arcos Gestão e Investimento e iniciou um processo de reestruturação, que incluiu o fechamento de diversas lojas da rede, resultando em apenas 26 ainda em operação até 2024.

## Ligações Externas
- Página oficial